# Canal Grande

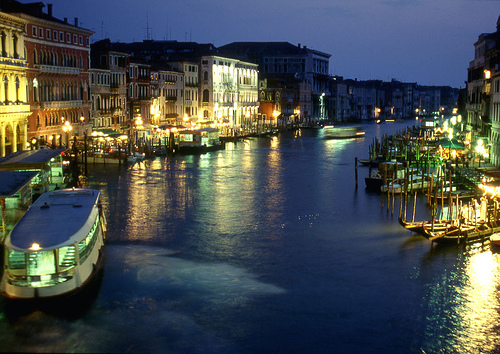
Canal Grande z mostu Rialto v noci

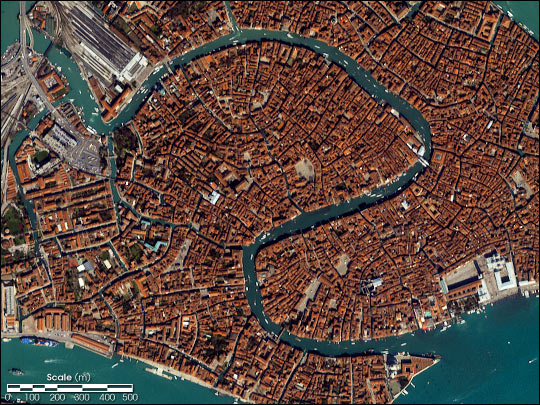
Letecký pohled

Canal Grande [kaˈnal ˈɡrande]IPA, benátsky Canałasso [kanaˈɰaso]IPA, je hlavní dopravní tepna Benátek. Je dlouhý asi čtyři kilometry a Philippe de Commynes o něm řekl, že je to „nejkrásnější ulice světa“. Nejhlubší z benátských kanálů, 30 až 90 m široký, je vlastně někdejším korytem řeky Brenty, protékající tudy pod hladinou mělké laguny k moři. Proto jím stále proudí voda. Vedou přes něj pouze čtyři mosty (nejstarší a nejznámější je Ponte di Rialto, dále Ponte dell´Accademia, Ponte degli Scalzi a nejnovější Ponte della Constituzione).

## Cesta po Canal Grande
Kanál má tvar písmene S a táhne se od hlavního nádraží na severozápadě města k Punta della Dogana v jihozápadním cípu Benátek, v blízkosti náměstí Svatého Marka. Veřejnou dopravu obstarávají pravidelné linky vaporetta (vodní autobusy), motoscafa (motorové čluny, linky po laguně) a tradiční gondoly. Základní linka číslo 1 projíždí Canal Grande od Piazzale Roma přes náměstí Svatého Marka a jede až na ostrov Lido.

### Pamětihodnosti
Zlatý dům (italsky Ca' d'Oro) pochází z 15. století. Je to nejobdivovanější palác u kanálu Grande, vystavěný v gotickém slohu, je příkladem obdivuhodné benátské gotiky. Dnes je z něj umělecká galerie, je tedy veřejně přístupný.
Palazzo Dario je další velmi často navštěvovaná budova u kanálu. Její fasádu tvoří různobarevný mramor. Je zcela odlišný než Ca' d'Oro. Bývá označován jako „jeden z nejskvělejších příkladů benátské rané renesance“.

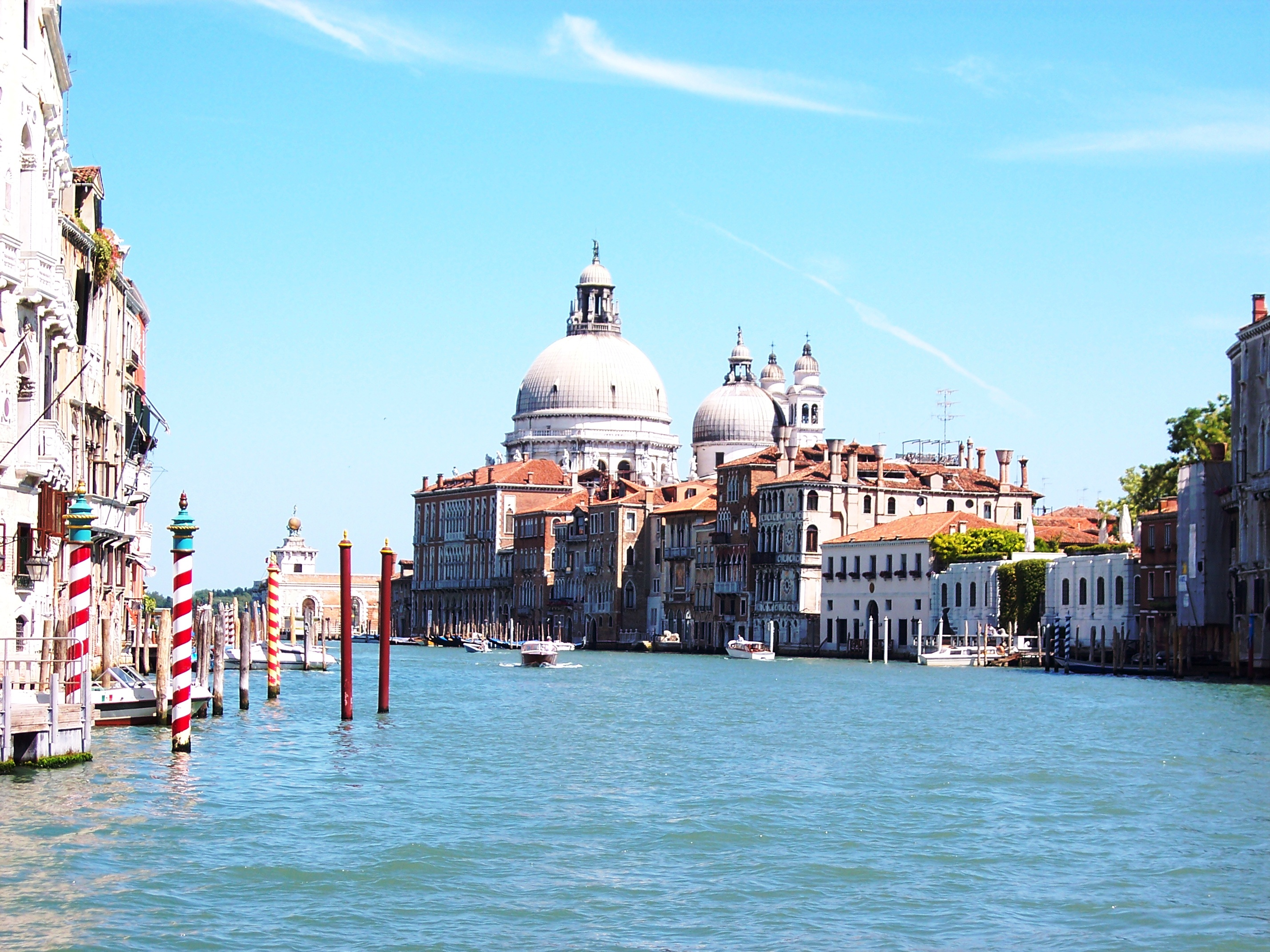
Canal Grande a kostel Santa Maria della Salute

Kostel Santa Maria della Salute leží na jihovýchodním konci Canal Grande. Dostavěn byl v roce 1682 v barokním stylu jako památka na ústup epidemie moru. Každý rok 21. listopadu je přes kanál Grande vytvořen most z člunů, přes nějž přicházejí poutníci do tohoto kostela na slavnost.
Podél kanálu Grande leží mnoho zajímavých památek a budov. Další z nich jsou např. Fondaco dei Turchi ze 13. století, Ca' Guistinian z 15. století nebo Ca' Da Mosto (13. století).

### Itinerář
Následující tabulka obsahuje zajímavosti po cestě kanálem od SZ k JV, tj. od nádraží k náměstí Sv. Marka. Zastávky vaporetta a přívozů jsou zvýrazněny.
| Pravá (západní) strana                                                                     | Levá (východní) strana                                                                  |
| ------------------------------------------------------------------------------------------ | --------------------------------------------------------------------------------------- |
| Ponte della Libertà                                                                        |                                                                                         |
| Bývalý klášter Santa Chiara (Uffici Questura)                                              | nádražní prostor                                                                        |
| Canale di Santa Chiara                                                                     | nádražní prostor                                                                        |
| Zastávka Piazzale Roma                                                                     | nádražní prostor                                                                        |
| Ponte della Costituzione (Santiago Calatrava)                                              |                                                                                         |
| Rio Novo                                                                                   | Bývalá železniční správa                                                                |
| Zahrady Papadopoli                                                                         | Bývalá železniční správa                                                                |
| Rio della Croce                                                                            | Bývalá železniční správa                                                                |
| Palazzo Emo Diedo (Andrea Tirali, 17. stol.)                                               | Nádraží Venezia Santa Lucia                                                             |
| Scuola soukeníků                                                                           | Nádraží Venezia Santa Lucia                                                             |
| San Simeone Piccolo                                                                        | Nádraží Venezia Santa Lucia                                                             |
| Palazzo Adoldo                                                                             | Nádraží Venezia Santa Lucia                                                             |
| Palazzo Foscari Contarini                                                                  | Santa Maria di Nazareth (Scalzi)                                                        |
| Ponte degli Scalzi Most Scalzi                                                             |                                                                                         |
| Rio Marin                                                                                  | Zastávka Santa Lucia                                                                    |
| Campo San Simeon Grande                                                                    | Palazzo Soranzo Calbo Crotta                                                            |
|                                                                                            | Hotel Principe                                                                          |
|                                                                                            | Rio Terà dei Sabbioni                                                                   |
|                                                                                            | Hotel Continental                                                                       |
| Palazzo Gritti                                                                             | Casa Cini                                                                               |
| Palazzo Gritti                                                                             | Palazzo Flangini (Giuseppe Sardi, 16. stol.)                                            |
| Palazzo Donà Balbi                                                                         | San Geremia (18. stol.)                                                                 |
| Palazzo Zen                                                                                | Palazzo Labia, 17. stol.)                                                               |
| Zastávka Riva di Biasio                                                                    | Canale di Cannaregio                                                                    |
| Palazzo Marcello Toderini                                                                  | Palazzo Emo                                                                             |
| Palazzo Giovanelli                                                                         | Palazzo Gritti                                                                          |
| Casa Correr                                                                                | San Marcuola (18. stol., nedokončen)                                                    |
| Přívoz (traghetto) Museo                                                                   | Přívoz (traghetto) San Marcuola                                                         |
| Fontego dei Turchi (Přírodovědné muzeum)                                                   | Zastávka San Marcuola                                                                   |
| Rio del Fondaco dei Turchi                                                                 | Rio di San Marcuola                                                                     |
| Fontego del Megio (špýchar, 15. stol.)                                                     | Palazzo Vendramin-Calergi (Mauro Codussi, renesanční                                    |
| Palazzo Belloni Bataggia (Longhena, barokní, 17. stol.)                                    | Palazzo Vendramin-Calergi (Mauro Codussi, renesanční                                    |
| Rio di Ca’ Tron                                                                            | Palazzo Vendramin-Calergi (Mauro Codussi, renesanční                                    |
| (Istituto Universitario di Architettura di Venezia, 16. stol.)                             | Palazzo Marcello                                                                        |
| Palazzo Duodo                                                                              | Palazzo Erizzo (Nani, Mocenigo)                                                         |
| Palazzo Priuli Bon                                                                         | Palazzo Soranzo Piovene                                                                 |
| Zastávka San Stae                                                                          | Palazzo Emo alla Maddalena                                                              |
| San Stae (Sant’Eustachio, 18. stol.)                                                       | Palazzo Molin Querini                                                                   |
| Scuola zlatníků                                                                            | Rio della Maddalena                                                                     |
| Rio della Rioda                                                                            | Palazzo e Palazzetto Barbarigo                                                          |
| Palazzo Coccina Giunti Foscarini Giovannelli                                               | Palazzo Ruoda-Boldù                                                                     |
| Rio della Pergola                                                                          | Palazzo Gussoni Grimani Della Vida                                                      |
| Ca’ Pesaro (Longhena, 17. stol., Museo d’Arte Moderna)                                     | Rio di Noale                                                                            |
| Rio di Ca’ Pesaro o delle Due Torri                                                        | Palazzetto da Lezze                                                                     |
| Palazzo Donà                                                                               | Palazzo Boldù                                                                           |
| Palazzo Correggio                                                                          | Palazzo Contarini Pisani                                                                |
| Ca' Corner della Regina (18. stol.)                                                        |                                                                                         |
| Ca’ Favretto                                                                               | Rio di San Felice                                                                       |
| Rio di San Cassian                                                                         | Palazzo Fontana Rezzonico                                                               |
| Palazzo Morosini Brandolin                                                                 | Palazzo Giusti                                                                          |
| Fondamenta dell'Olio                                                                       | Ca’ d’Oro (15. stol., Galleria Franchetti)                                              |
| Fondamenta dell'Olio                                                                       | Zastávka Ca' d'Oro                                                                      |
| Palazzo della Pretura                                                                      | Palazzo Giustinian Pesaro                                                               |
| Rio delle Beccarie                                                                         | Ca' Sagredo                                                                             |
| Pescheria, 20. stol.)                                                                      | Campo Santa Sofia                                                                       |
| Přívoz (traghetto) Pescaria                                                                | Přívoz (traghetto) Santa Sofia                                                          |
| Campo della Pescaria                                                                       | Palazzetto Foscari                                                                      |
| Campo della Pescaria                                                                       | Casa Coin                                                                               |
| Campo della Pescaria                                                                       | Palazzo Michiel dalle Colonne                                                           |
| Fabbriche Nuove di Rialto (Sansovino, 16. stol.)                                           | Palazzo Michiel del Brusà                                                               |
| Fabbriche Nuove di Rialto (Sansovino, 16. stol.)                                           | Palazzo Smith Mangilli Valmarana                                                        |
| Fabbriche Nuove di Rialto (Sansovino, 16. stol.)                                           | Rio dei Santi Apostoli                                                                  |
| Fabbriche Nuove di Rialto (Sansovino, 16. stol.)                                           | Ca’ da Mosto (benátsko-byzantský, 13. stol.)                                            |
| Fabbriche Nuove di Rialto (Sansovino, 16. stol.)                                           | Palazzo Bollani Erizzo                                                                  |
| Fabbriche Nuove di Rialto (Sansovino, 16. stol.)                                           | Rio di San Giovanni Crisostomo                                                          |
| Fabbriche Vecchie di Rialto (Scarpagnino, 16. stol.)                                       | Campiello del Remer                                                                     |
| Fabbriche Vecchie di Rialto (Scarpagnino, 16. stol.)                                       | Palazzo Civran                                                                          |
| Fabbriche Vecchie di Rialto (Scarpagnino, 16. stol.)                                       | Palazzo Perducci                                                                        |
| Fabbriche Vecchie di Rialto (Scarpagnino, 16. stol.)                                       | Palazzo Ruzzini                                                                         |
| Rio del Fontego dei Tedeschi                                                               |                                                                                         |
| Palazzo dei Camerlenghi (16. stol.)                                                        | Fondaco dei Tedeschi (16. stol., pošta)                                                 |
| Ponte di Rialto Most Rialto                                                                |                                                                                         |
| Palazzo dei Dieci Savi (Scarpagnino, 16. stol.)                                            | Riva del Ferro                                                                          |
| Fondamenta del Vin                                                                         | Zastávka Rialto                                                                         |
| Fondamenta del Vin                                                                         | Palazzo Dolfin Manin (Sansovino, 16. stol., Banca d’Italia)                             |
| Fondamenta del Vin                                                                         | Rio di San Salvador                                                                     |
| Fondamenta del Vin                                                                         | Palazzo Bembo (gotický, 15. stol.; zde se narodil Pietro Bembo)                         |
| Fondamenta del Vin                                                                         | Přívoz (traghetto) Rialto                                                               |
| Přívoz (traghetto) di San Silvestro                                                        | Ca’ Loredan (benátsko-byzantský, 13. stol., Městský úřad)                               |
| Casa Ravà (20. stol.)                                                                      | Ca’ Farsetti (benátsko-byzantský, 12.−13. stol., Městský úřad)                          |
| Zastávka San Silvestro                                                                     | Palazzo Cavalli                                                                         |
| Palazzo Barzizza                                                                           | Palazzo Grimani di San Luca (16. stol., Michele Sanmicheli, Apelační soud)              |
| Palazzo Giustinian Businello                                                               | Palazzo Grimani di San Luca (16. stol., Michele Sanmicheli, Apelační soud)              |
| Rio dei Meloni                                                                             | Rio di San Luca                                                                         |
| Palazzo Papadopoli                                                                         | Palazzo Corner Contarini dei Cavalli                                                    |
| Palazzo Papadopoli                                                                         | Palazzo Tron                                                                            |
| Palazzo Donà della Trezza                                                                  | Palazzo D’Anna Viaro Martinengo Volpi di Misurata                                       |
| Palazzo Donà della Madoneta                                                                |                                                                                         |
| Rio della Madoneta                                                                         | Palazzo Querini Benzon                                                                  |
| Palazzo Bernardo (gotický, 15. stol.)                                                      | Rio di Ca' Michiel                                                                      |
| Palazzo Querini Dubois                                                                     | Palazzo Curti Valmarana                                                                 |
| Palazzo Grimani Marcello                                                                   | Palazzo Corner Spinelli (Codussi, Renaissance, 15. stol.)                               |
| Ca’ Cappello                                                                               | Zastávka Sant'Angelo                                                                    |
| Rio di San Polo                                                                            | Casa Barocci                                                                            |
| Rio di San Polo                                                                            | Casa Tito                                                                               |
| Palazzo Barbarigo della Terrazza (16. stol.)                                               | Rio di Ca’ Garzoni                                                                      |
| Palazzo Pisani Moretta (gotický, 15. stol.)                                                | Palazzo Garzoni                                                                         |
| Palazzo Tiepolo                                                                            | Přívoz (traghetto) Garzoni                                                              |
| Ca' Tiepolo Passi                                                                          | Fondaco Marcello                                                                        |
| Palazzo Giustinian Persico                                                                 | Palazzo Corner Gheltoff                                                                 |
| Rio di San Tomà                                                                            | Palazzi Mocenigo (16.-17. stol.; zde pobýval Giordano Bruno, Thomas Moore i Lord Byron) |
| Přívoz (traghetto) San Tomà                                                                | Palazzi Mocenigo (16.-17. stol.; zde pobýval Giordano Bruno, Thomas Moore i Lord Byron) |
| Palazzo Marcello dei Leoni                                                                 | Palazzi Mocenigo (16.-17. stol.; zde pobýval Giordano Bruno, Thomas Moore i Lord Byron) |
| Palazzo Dolfin                                                                             | Palazzi Mocenigo (16.-17. stol.; zde pobýval Giordano Bruno, Thomas Moore i Lord Byron) |
| Zastávka San Tomà/Frari                                                                    | Palazzi Mocenigo (16.-17. stol.; zde pobýval Giordano Bruno, Thomas Moore i Lord Byron) |
| Palazzo Dandolo                                                                            | Palazzi Mocenigo (16.-17. stol.; zde pobýval Giordano Bruno, Thomas Moore i Lord Byron) |
| Palazzo Civran Grimani                                                                     | Palazzi Mocenigo (16.-17. stol.; zde pobýval Giordano Bruno, Thomas Moore i Lord Byron) |
| Rio della Frescada                                                                         | Palazzo Contarini delle Figure (zde bydlel Andrea Palladio)                             |
| Palazzo Caotorta-Angaran                                                                   | Palazzo Contarini delle Figure (zde bydlel Andrea Palladio)                             |
| Palazzo Balbi (Vittoria, 16. stol.; Krajský úřad Veneto                                    | Palazzo Erizzo Nani Mocenigo                                                            |
| Rio di Ca' Foscari                                                                         | Palazzo Erizzo Nani Mocenigo                                                            |
| Ca’ Foscari (gotický 15. stol.; ústředí benátské univerzity)                               | Palazzo Da Lezze                                                                        |
| Palazzi Giustinian (gotický, 15. stol.; zde žil Richard Wagner)                            | Palazzo Moro Lin                                                                        |
| Ca’ Bernardo                                                                               | Ramo Moro Lin                                                                           |
| Ca’ Rezzonico (Longhena, Massari; 17.−18. stol.; Museo del Settecento Veneziano)           | Palazzo Grassi (Massari, 18. stol.)                                                     |
| Rio di San Barnaba                                                                         | San Samuele                                                                             |
| Palazzo Contarini Michiel                                                                  | Zastávka San Samuele                                                                    |
| Zastávka Ca’ Rezzonico                                                                     | Casa Francheschinis (20. stol.)                                                         |
| Přívoz (traghetto) San Barnaba                                                             | Přívoz (traghetto) San Samuele                                                          |
| Palazzetto Stern                                                                           | Palazzo Malipiero                                                                       |
| Rio Malpaga                                                                                | Palazzo Malipiero                                                                       |
| Palazzo Moro („Othellův dům“)                                                              | Palazzo Tecchio Mamoli                                                                  |
| Palazzo Loredan dell’Ambasciatore (gotický, 15. stol.)                                     | Palazzo Tecchio Mamoli                                                                  |
| Casa Mainella                                                                              | Ca' del Duca                                                                            |
| Rio di San Trovaso                                                                         | Rio del Duca                                                                            |
| Palazzi Contarini Corfù                                                                    | Palazzetto Falier Canossa                                                               |
| Palazzi Contarini degli Scrigni                                                            |                                                                                         |
| Palazzo Mocenigo Gambara                                                                   | Palazzo Giustinian Lolin (Longhena, 17. stol.)                                          |
| Palazzo Querini Vianello                                                                   | Palazzo Giustinian Lolin (Longhena, 17. stol.)                                          |
| Scuola Grande di Santa Maria della Carità (Massari, 18. stol.; sídlo benátské Accademia)   | Palazzo Civran Badoer Barozzi                                                           |
| Bývalý kostel Santa Maria della Carità (gotický, 15. stol.; Galerie dell'Accademia)        | Rio di San Vidal                                                                        |
| Zastávka Accademia                                                                         | Campo San Vidal                                                                         |
| Ponte dell’Accademia                                                                       |                                                                                         |
| Palazzo Brandolin Rota                                                                     | Palazzo Cavalli-Franchetti (gotický, 15. stol.)                                         |
| Palazzo Contarini Polignac (Contarini Dal Zaffo) (gotický s renesančními prvky, 15. stol.) | Palazzo Cavalli-Franchetti (gotický, 15. stol.)                                         |
| Palazzo Balbi Valier                                                                       | Palazzo Barbaro a San Vidal                                                             |
| Palazzo Loredan (Fondazione Cini)                                                          | Palazzo Benzon Foscolo                                                                  |
| Rio di San Vio                                                                             | Palazzetto Pisani                                                                       |
| Campo San Vio                                                                              | Rio del Santissimo                                                                      |
| Palazzo Barbarigo                                                                          | Palazzo Succi                                                                           |
| Palazzo Da Mula Morosini                                                                   | Casa Stecchini                                                                          |
| Palazzo Centani Morosini                                                                   | Casa Stecchini                                                                          |
| Ca’ Biondetti                                                                              | Casina delle Rose (zde pracoval Antonio Canova a Gabriele D'Annunzio)                   |
| Palazzo Venier dei Leoni (Peggy Guggenheim Collection)                                     | Palazzo Corner della Ca’ Grande (Sansovino, 16. stol.; prefektura)                      |
| Rio delle Torreselle                                                                       | Rio di San Maurizio                                                                     |
| Palazzo Dario (renesanční, 15. stol.)                                                      | Palazzo Minotto                                                                         |
| Palazzo Barbaro Wolkoff                                                                    | Palazzo Barbarigo                                                                       |
| Rio della Fornace                                                                          | Rio di Santa Maria Zobenigo                                                             |
| Palazzo Salviati                                                                           | Zastávka Santa Maria del Giglio - Palazzo Marin Contarini                               |
| Palazzo Orio Semitecolo Benzon                                                             | Palazzo Venier Contarini                                                                |
| Přívoz (traghetto) S. Gregorio                                                             | Přívoz (traghetto) S. Maria del Giglio                                                  |
| Casa Santomaso                                                                             | Palazzo Pisani Gritti                                                                   |
| Palazzo Genovese (novogotický, 19. stol.)                                                  | Rio delle Ostreghe                                                                      |
| Abbazia di San Gregorio                                                                    | Palazzo Ferro Fini (Rada oblasti Veneto)                                                |
| Rio della Salute                                                                           | Palazzo Ferro Fini (Rada oblasti Veneto)                                                |
| Zastávka Salute                                                                            | Palazzo Contarini Fasan (gotický, 15. stol.; „Dům Desdemony“)                           |
| Santa Maria della Salute (barokní, 17. stol.)                                              | Palazzo Contarini                                                                       |
| Santa Maria della Salute (barokní, 17. stol.)                                              | Palazzo Michiel Alvisi                                                                  |
| Patriarchální seminář                                                                      | Palazzo Badoer Tiepolo, Hotel Europa & Regina                                           |
| Punta della Dogana                                                                         | Palazzo Treves de Bonfili                                                               |
| Punta della Dogana                                                                         | Rio di San Moisè                                                                        |
| Punta della Dogana                                                                         | Hotel Bauer (novogotický, 19. stol.)                                                    |
| Punta della Dogana                                                                         | Ca’ Giustinian (gotický, 15. stol.; městský úřad, kanceláře Biennale)                   |
|                                                                                            | Palazzo Vallaresso Erizzo (dříve Ridotto)                                               |
|                                                                                            |                                                                                         |
| Zastávka San Marco Vallaresso                                                              |                                                                                         |
| Fonteghetto della Farina (15. stol.; přístavní úřad)                                       |                                                                                         |
| Venice Pavilion                                                                            |                                                                                         |